# 타마 (하야테처럼!)
타마(일본어: タマ)는 하야테처럼!에서 나오는 산젠인 나기의 애완동물로서, 호랑이이다. 이 애완호랑이는 말을 하기도 하며 두발로 걷기도하며, 보일러 기사 및 공인중개사 자격증이 있으며, 개인 블로그가 있다. 그리고 매우 음험한 성격이다. 때로는 보일러실 기계스위치들을 조작하기도 하지만, 대부분 발이 크고 두꺼워 여러 가지 버튼이 눌려서 오작동을 일으키며, 발이 너무 커서 때론 버튼이 눌러지지 않는 경우도 있다. 이렇게 사람같은 행동을 하는 것은 주인인 산젠인 나기에게는 비밀이지만 아야사키 하야테에게는 이미 이 사실을 알고 있다.